# فرودگاه ساندری
فرودگاه ساندری (به انگلیسی: Sundre Airport) یک فرودگاه همگانی است که یک باند فرود آسفالت دارد و طول باند آن ۱۴۷۱ متر است. این فرودگاه در کشور کانادا قرار دارد و در ارتفاع ۱۱۱۴ متری از سطح دریا واقع شده است.